# Get Together
Get Together este un cântec pop-dance compus de Madonna, Stuart Price, Anders Bagge și Peer Astrom pentru albumul Confessions on a Dance Floor al Madonnei. Melodia a fost produsă de Madonna și Price, fiind lansată ca al treilea single de pe album. A ajuns pe locul 1 în Ungaria și Spania, și a devenit un hit de top 10 în Canada, China, Finlanda, Italia, Marea Britanie și Taiwan. A fost nominalizat pentru un premiu Grammy la categoria „Cea mai bună înregistrare dance” în 2007. A primit o recenzie pozitivă de la Music OHM, care a spus că „e o melodie dulce până la capăt”.

## Videoclipul
Videoclipul a fost difuzat pentru prima dată pe TRL în cadrul secțiunii „First Look”.